# Aegopodium tadshikorum
Aegopodium tadshikorum là một loài thực vật có hoa trong họ Hoa tán. Loài này được Schischk. mô tả khoa học đầu tiên năm 1950.